# Minik, the Lost Eskimo
Minik, the Lost Eskimo – amerykański historyczny program dokumentalny z 2008 roku, w reżyserii Axela Engstfelda. Jest to odcinek serialu dokumentalnego The American Experience (sezon 20, odcinek 10), nadawanego przez telewizję PBS.
Film przedstawia dwie równoległe opowieści: o Miniku – rozdartym między dwiema kulturami Inuicie oraz o Robercie Pearym – ambitnym odkrywcy owładniętym myślą o zdobyciu za wszelką cenę bieguna północnego.
Film jest proponowany przez PBS jako materiał edukacyjny dla szkół.

## Obsada
- Anuu Jin Boldsaikhan – młody Minik
- Uuganbayar Tserendorj – dorosły Minik
- Zdenek Havlicek – Wallace
- Joe Morton – narrator
- Saikhantuya Sukhee – Atangana
- Bayrkhuu Sukhee – Keeshoh
- Zdenek Stepánek – dr. Boas
- Martin Krehak – dr. Dailey